# Robbert de Greef
Robbert de Greef (Geldrop, 27 de agosto de 1991-Antuérpia, 26 de abril de 2019) foi um ciclista neerlandês profissional desde 2013 até 2019.

## Falecimento
Em março de 2019, durante a disputa da Omloop van de Braakman (carreira amador holandesa) sofreu um enfarte o que lhe provocou um estado de coma induzido. Após ficar em coma veio a falecer a 26 de abril de 2019.

## Palmarés
- 2017
  - Kernen Omloop Echt-Susteren
- 2019
  - 2.º no Tour de Drenthe de 2019